# Fredrikstad
Fredrikstadⓘ (tên trước đây Frederiksstad) là một thành phố và đô thị ở hạt Østfold, Na Uy. Trung tâm hành chính của đô thị này là thành phố Fredrikstad.

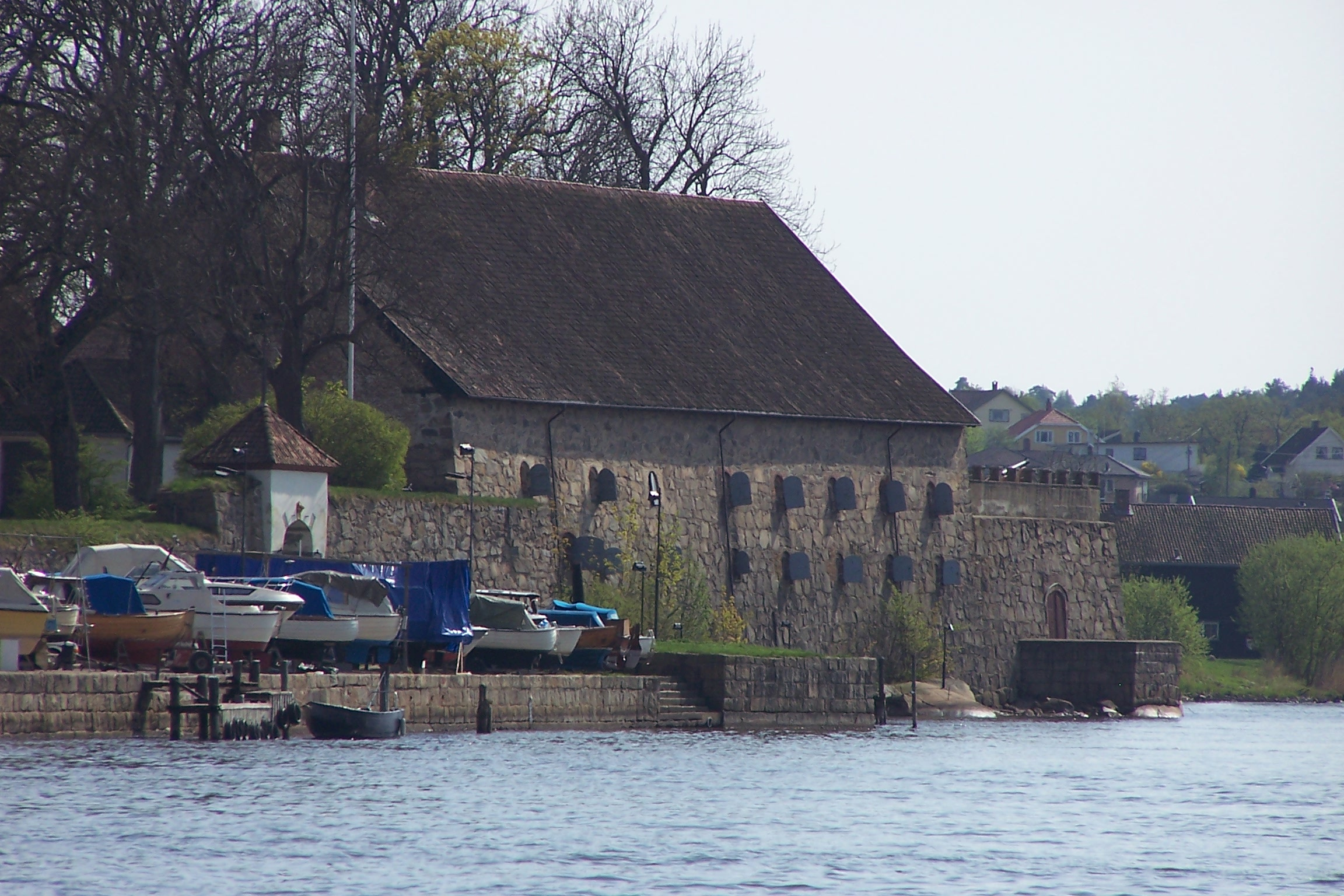
Phố cổ.

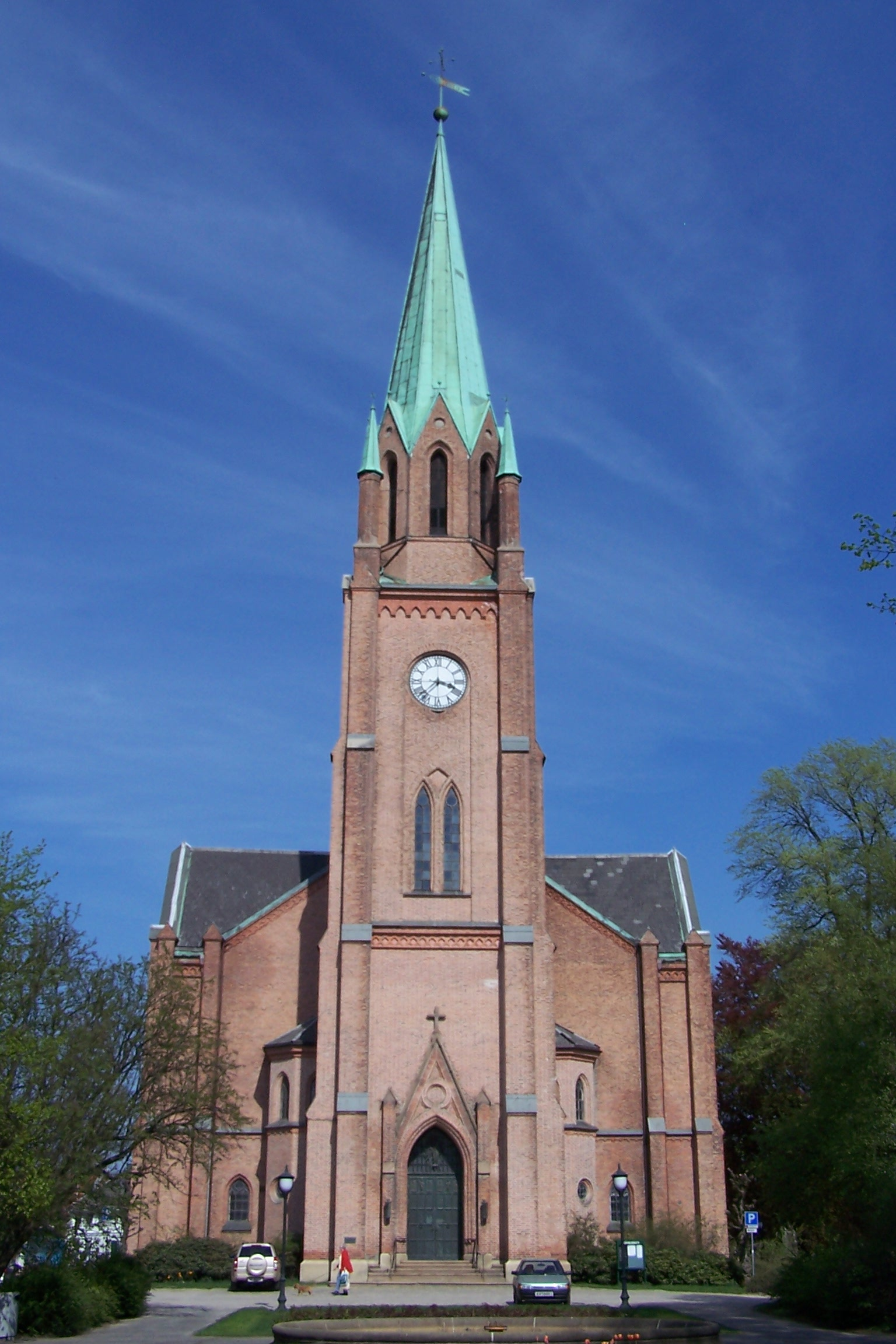
Giáo đường Fredrikstad

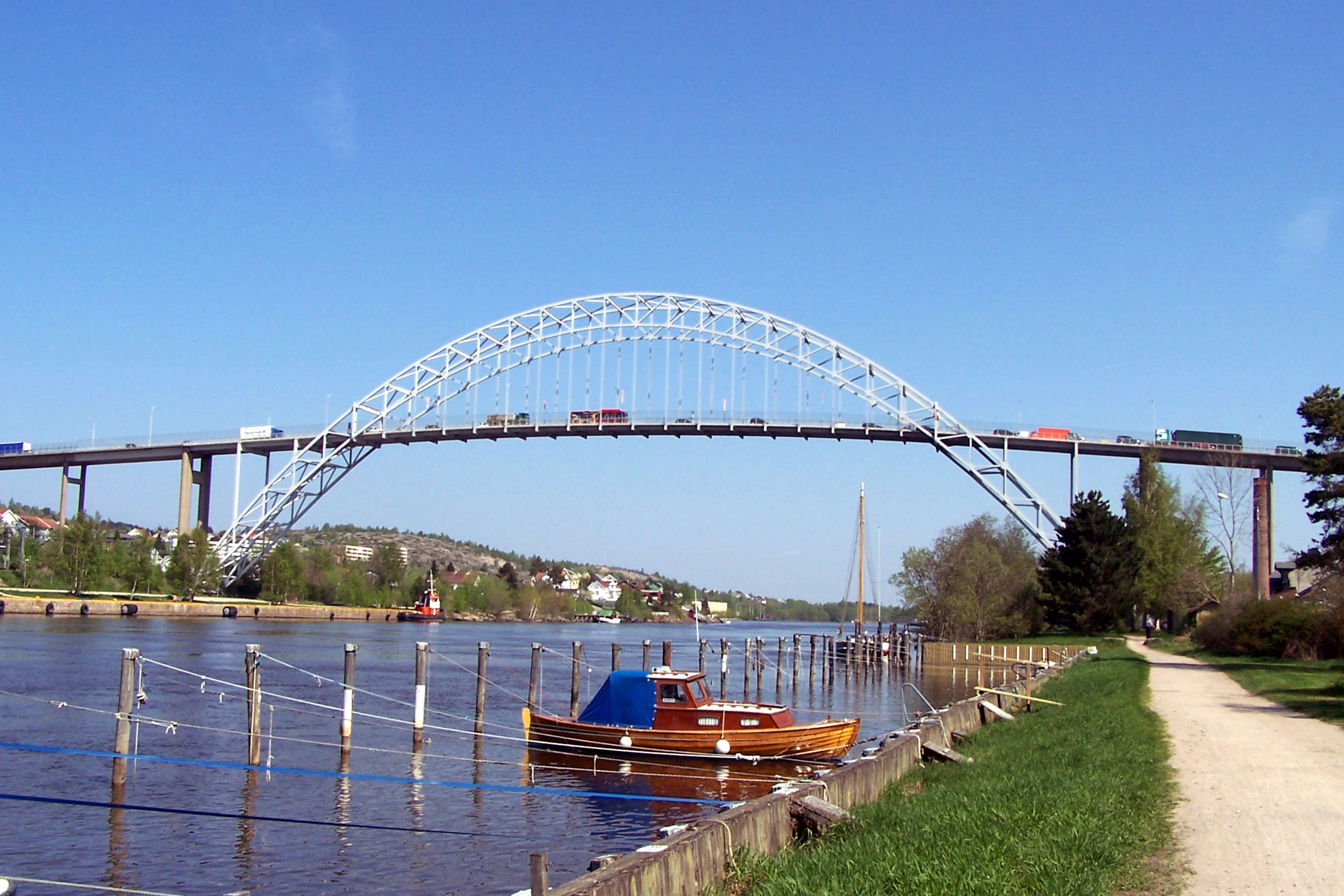
Cầu Fredrikstad qua sông Glomma.

Thành phố Fredrikstad đã được thành lập năm 1567 bởi vua Frederik II, và được lập thành một đô thị vào ngày 1 tháng 1 năm 1838 (xem formannskapsdistrikt). Đô thị nông nghiệp Glemmen đã được sáp nhập với Fredrikstad vào ngày 1 tháng 1 năm 1964. Các đô thị nông nghiệp Borge, Onsøy, Kråkerøy, và Rolvsøy đã được sáp nhập với Fredrikstad vào ngày 1 tháng 1 năm 1994.
Fredrikstad có 5 vùng hành chính: Sentrum, Borge, Rolvsøy, Kråkerøy, và Onsøy.

## Thành phố kết nghĩa
Các thành phố sau kết nghĩa với Fredrikstad:
- - Aalborg, Nordjylland, Đan Mạch
- - Húsavík, Suður-Þingeyjarsýsla, Iceland
- - Kotka, Etelä-Suomi, Phần Lan
- - Karlskoga, Örebro, Thụy Điển
- - Patzún, Chimaltenango, Guatemala
- - San Martín Jilotepeque, Chimaltenango, Guatemala
- - Chu Châu, Hồ Nam, Cộng hòa Nhân dân Trung Hoa